# Anisocentropus cretosus
Anisocentropus cretosus là một loài Trichoptera trong họ Calamoceratidae. Chúng phân bố ở miền Ấn Độ - Mã Lai và miền Australasia.